# Dějiny Prištiny

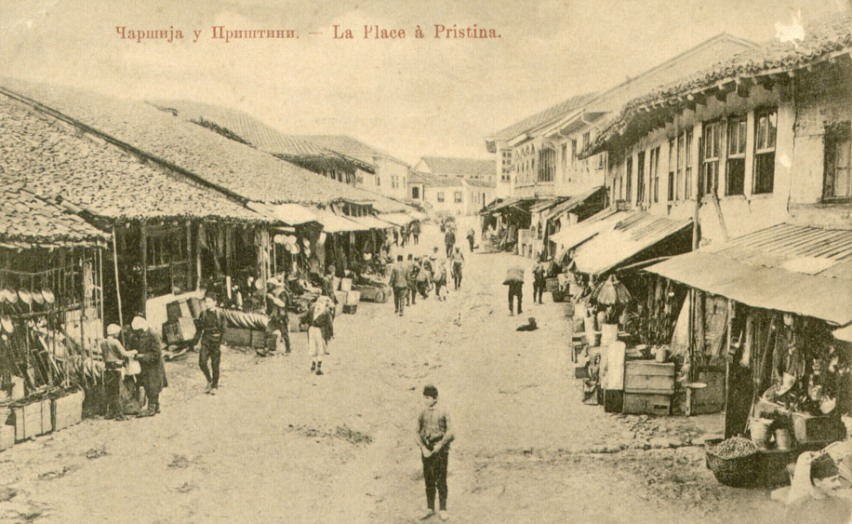
Staré tržiště v Prištině na počátku 20. století

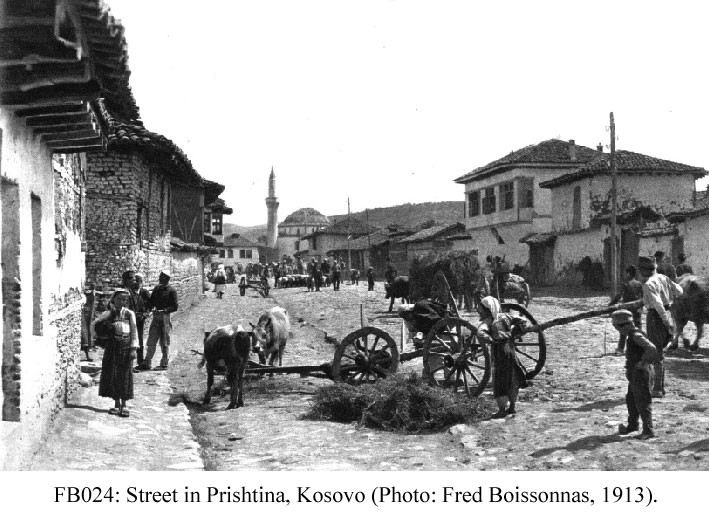
Střed města v roce 1913

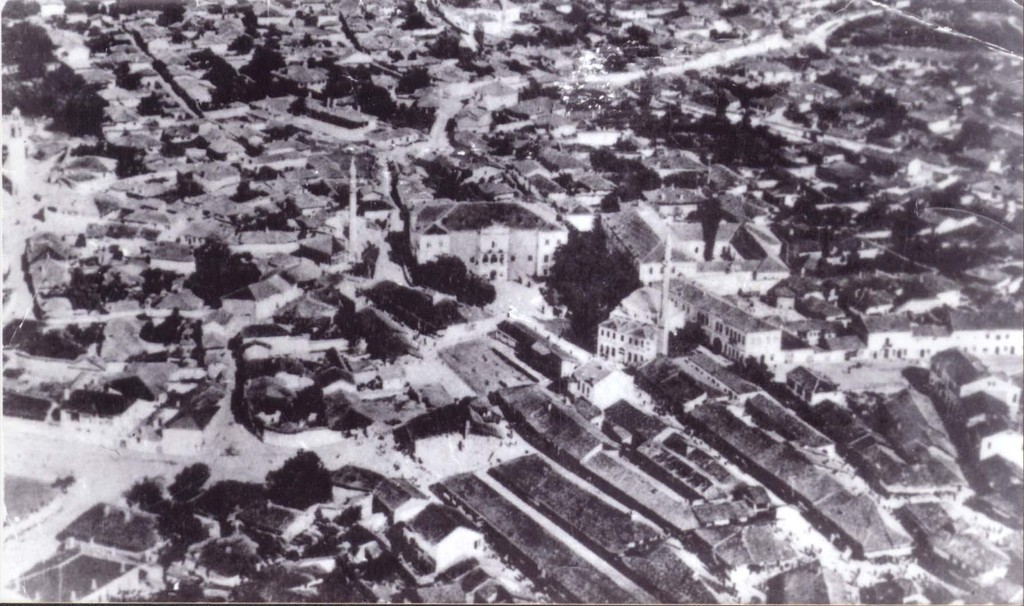
Letecký pohled na střed města v roce 1924

Dějiny Prištiny sahají až do antických dob.

## Antika
Celý region s názvem Ilýrie byl v roce 168 př. n. l. dobyt Římskou říší a v roce 59 př. n. l. zahrnut do provincie Illyricum. Roku 87 se stal součástí provincie Moesia Superior.
Za dob Římské říše existovalo 15 km od Prištiny (v blízkosti města Gračanica) město Ulpiana. Město bylo zničeno, ale opět obnoveno za dob císaře Justiniána I. Zbytky starého římského města lze stále spatřit.

## Středověk
Po pádu Říma se Priština dostala z ruin bývalého římského města. Město se nachází na křižovatce silnic vedoucích do všech směrů na celém Balkáně. Z tohoto důvodu se Priština stala důležitým obchodním centrem na hlavních obchodních cestách Jihovýchodní Evropy. V polovině 9. století připadlo město První bulharské říši, pak se zpět na počátku 11. století navrátilo zpět pod byzantskou vládu, poté bylo součástí Druhé bulharské říši.
Priština byla také významným městem pozdně středověkého Srbska. Byla vlastnictvím několika tehdejších vládců, např. Štěpána Uroše II. Milutina, Štěpána Uroše III., Štěpána Dušana, Štěpána Uroše V. a Vuka Brankoviće. V časech vlády Štěpána Milutina byla doložena pevnost Višegrad, která se nacházela ve vzdálenosti 3 km od dnešní Prištiny a ve které sám panovník sídlil. V té době také jihovýchodně od Prištiny vznikl Monastýr Gračanica, který se dochoval dodnes spolu s okolní obcí jako srbská enkláva.
Město je pod současným názvem poprvé doloženo v roce 1342 v záznamech byzantského císaře Jana VI. Kantakuzena, který jej popisuje jako vesnici.

## Osmanská říše
Po Bitvě na Kosově poli se Priština dostala pod nadvládu Osmanské říše. Při příchodu Turků se jednalo o malou osadu, což lze doložit dle skutečnosti, že Turci umístili správní centrum dané oblasti spíše do nedalekého Vučitrnu, než do Prištiny. V průběhu 14. a 15. století se rozvinula jako obchodní a hornická osada díky nedalekým dolům na těžbu stříbra v lokalitě Novo Brdo, ale i dalších v okolí Janjeva nebo Trepči. Klíčová byla také i pozice města na obchodních stezkách které vedly do Dubrovníku a Cařihradu. Od roku 1485 je zaznamenána výroba střelného prachu ve lokalitě. Byla zde přítomna (stejně jako i na jiných místech osmanského Kosova) kolonie dubrovnických kupců, kteří zajišťovali spojení města se západním světem.
Islamizace Prištiny probíhala postupně. První mešita byla zbudována na konci 15. století ještě před příchodem osmanské nadvlády. Islám se však šířil především ve městech a mezi venkovské obyvatelstvo pronikal podstatně pomaleji. V roce 1487 bylo v osmanských záznamech zapsáno 412 křesťanských a 94 muslimských rodin v Prištině, město bylo administrativně součástí Vučitrnského sandžaku. V roce 1950 to bylo 308 muslimských domů a 266 křesťanských.
V 16. století navštívil Prištinu turecký cestoval Evlija Čelebi, poznamenal si především existenci místních vinic a zahrad. Ačkoliv bývají jeho propočty počtu obyvatel jednotlivých měst tzv. Evropského Turecka značně nepřesné[zdroj?], Čelebi napočítal v Prištině 2 060 rodin. 20 z nich bylo katolické víry.
Během rakouských vpádů na území Balkánu, včetně Prištiny, odpřísahal albánský katolický kněz Pjetër Bogdani věrnost Habsburkům a nařídil zásobovat rakouskou armádu, která bojovala proti Turkům. Po porážce Rakušanů se za tuto zradu osmanské vojsko místnímu obyvatelstvu krutě pomstilo.
Srbský spisovatel Aleksa Bogosavljević v knize O Arnautima uvedl, že Priština v druhé polovině 19. století měla 17 000 obyvatel a 13 mešit. Ve městě byla umístěná posádka osmanské armády; důvodem pro to byly změny v polovině století nedlouho po nepokojích, které roku 1844 město zasáhly. V témže století Prištinu také poničily dva rozsáhlé požáry; v roce 1851 a 1863. Od roku 1873 byla nedaleko od Prištiny zavedena železnice. Místní begové nicméně proti výstavbě trati protestovali, což vedlo k rozhodnutí, že železnice povede západněji od města, přes dnešní Kosovo Polje.
Roku 1881 ovládly po nějakou dobu město příslušníci Prizrenské ligy. Její zástupci se prohlásili představiteli místní vlády a vyhnali osmanské úředníky z města. Ještě před koncem osmanské nadvlády v roce 1912 docházelo v Prištině k různým střetům mezi albánským a srbským, resp. slovanským obyvatelstvem. K násilnostem došlo v letech 1901 a 1910, kdy albánské obyvatelstvo původně protestovalo proti zvýšení daní. V této době se počet obyvatel města pohyboval mezi deseti až patnácti tisíci.

## 20. století

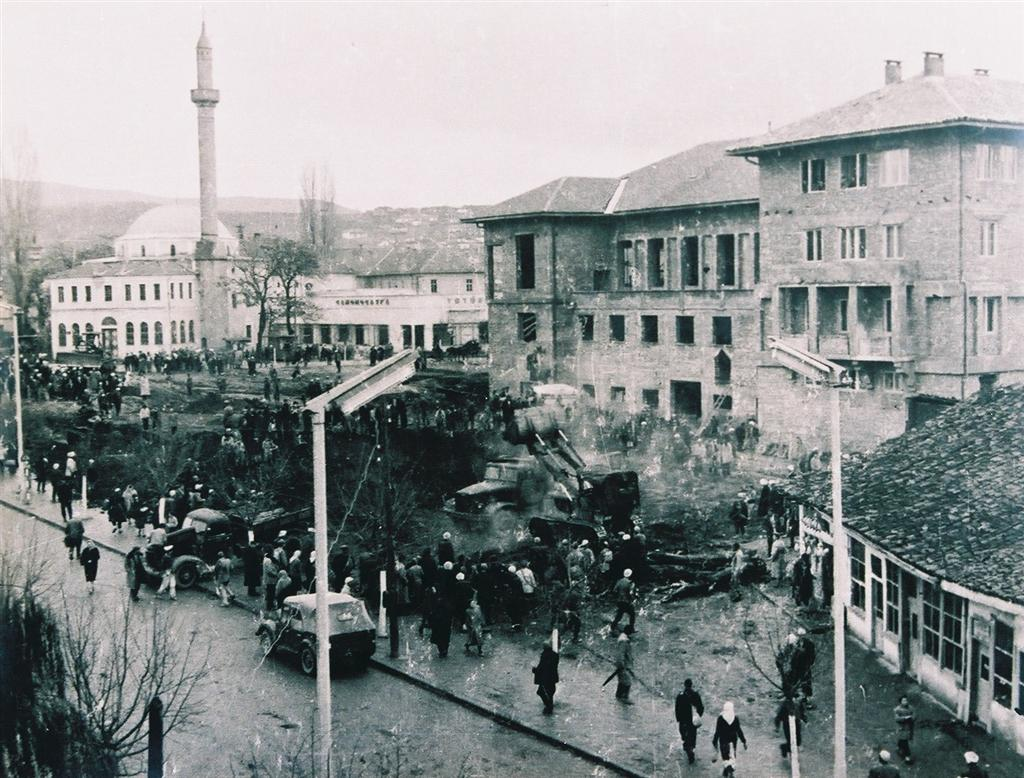
Výstavba nového centra Prištiny po druhé světové válce

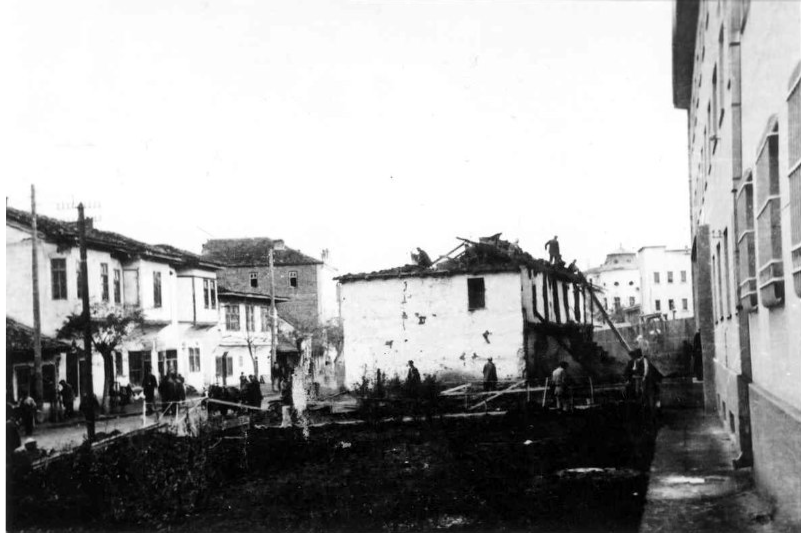
Výstavba nového centra Prištiny po druhé světové válce

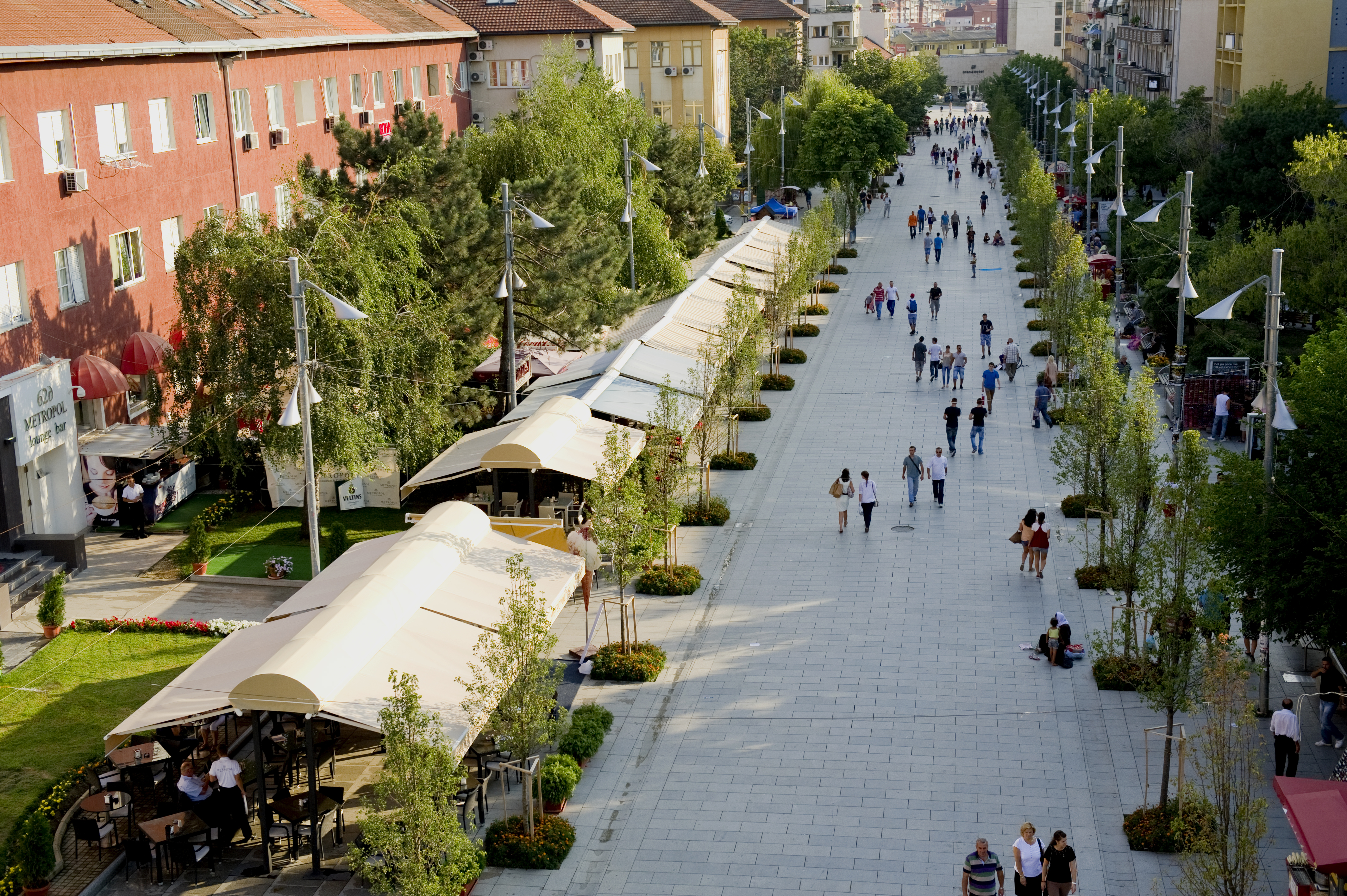
Střed města vybudovaný na přelomu 40. a 50. let 20. století

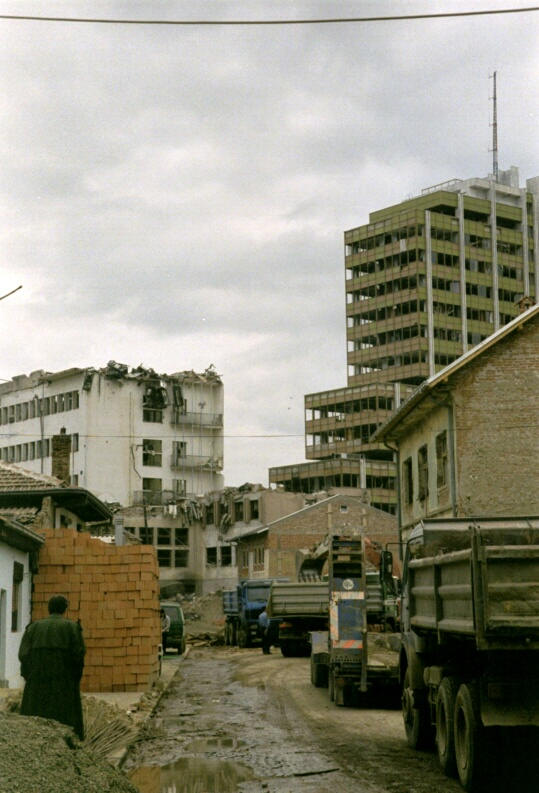
Priština během kosovské války

V roce 1912 se spolu se zbytkem Kosova stala součástí nově vzniklého nezávislého státu Albánie. O rok později se však spojila se Srbským královstvím. V roce 1918 se Kosovo stalo součástí nově vytvořené Jugoslávie. Poté, co se stala Priština srbským městem, se turecké obyvatelstvo, které představovalo kostru státní správy, odstěhovalo zpět do Turecka. V roce 1921 měla Priština 14 761 obyvatel. V rámci kolonizace Kosova během meziválečné Jugoslávie se v budoucí metropoli regionu usídlilo na 4 500 lidí.
V roce 1929 bylo město sídlem okruhu (okresu) v rámci Vardarské bánoviny. Před začátkem druhé světové války žilo v Prištině okolo 20 000 lidí; první moderní územní plán, který byl tehdy pro město připraven v roce 1936, počítal s 16 000 osobami. K významnějším změnám v Prištině nedošlo; celé meziválečné období si Priština uchovala orientální ráz, zůstala značně vzdálena ruchu větších modernizujících se měst země.
Za druhé světové války bylo město připojeno k Albánii, která byla okupována Itálií. Nacházely se zde tábory pro srbské válečné zajatce.
V roce 1946 se Priština stala hlavním městem autonomní oblasti Kosova. V souvislosti s tím bylo (i v rámci modernizace celé země) rozhodnuto o obnově Prištiny, odstranění osmanských prvků ve městě a přestavbě jejího středu. Prvním krokem bylo vybourání původního starého tržiště (albánsky Çarshia e Vjetër, srbsky Стара Чаршија/Stara Čaršija) s okolím a jeho nahrazení několikapatrovými bytovými domy, vzniku dnešní ulice Matky Terezy (alb. Nenë Terezë) a náměstí Bratrství a jednoty (dnes Adema Jashariho). V této době nicméně ještě nevznikaly panelové domy a další úřední budovy, které byly v Prištině zbudovány až později. Stržen byl katolický kostel a mešita ze 16. století. Demolice byly prováděny v rámci pracovních akcí mládeže a dobrovolnických brigád pod heslem bouráme staré a stavíme nové. V roce 1953 byl schválen regulační plán pro přestavbu Prištiny, který – obdobně jako v případě jiných měst na území tehdejší socialistické republiky Srbsko a Makedonie – předpokládal transformaci původního tureckého jádra města. Nová výstavba vznikala v 50. letech často na pozemcích, které jugoslávský stát zabavil původním vlastníkům, považující za kolaboranty s okupačními režimy v druhé světové války. Vzhledem k nezbytnosti rozvoji průmyslu však výstavba nových bytových domů probíhala ve městě jen po krátkou dobu a poté byla zastavena. Sloužily především pro úředníky, kteří se do Prištiny nastěhovali kvůli vzniku nových úřadů autonomní oblasti.
Nová vláda věnovala značnou pozornost i industrializaci města. Postaveny byly závody na výrobu textilních výrobků, továrna na nábytek, automobilové součástky apod. Zbudovány byly rovněž i elektrárny (Kosovo A a Kosovo B). Preferován byl nicméně v případě Kosova lehký průmysl.
V roce 1946 začala v Prištině působit Oblastní pobočka Národního divadla.
Mezi lety 1953–1999 vzrostl počet obyvatel z 24 000 na více než 300 000. Největší nárůst nastal u zdejšího albánského obyvatelstva, které se sem přestěhovalo z horských pastvin. V roce 1961 činil počet obyvatel 39 000 lidí, roku 1971 potom 69 514 osob, o deset let později, roku 1981 to bylo 108 083. Takto rychlý růst počtu obyvatel, který byl spuštěn především rychlou urbanizací Kosova, činil nemalý tlak na infrastrukturu, kterou byl v autonomní oblasti jugoslávský stát nucen neustále modernizovat a rozšiřovat. Ve snaze zajistit ubytování nově příchozím proto vznikla jižně od samotného centra města panelová sídliště (Dardania, Sunčan Breg, Ulpiana apod.). Základ pro ně připravil územní plán z 60. let 20. století, v němž byly uplatněny koncepty z rozvoje Nového Bělehradu – vznik čtyřproudých silnic svírajících k sobě pravý úhel, oddělené izolační zelení od bytových bloků. Severní část města však byla v této době paradoxně vynechána z procesu modernizace a zůstaly zde původní domy, nebo zde byly svépomocí stavěny nízké rodinné domy.
V 60. letech byla otevřena v Prištině pobočka Bělehradské univerzity, která se po protestech v listopadu 1968 postupně osamostatnila. Svojí univerzitu tak měla oblastní metropole od roku 1969. Ve směru ke Kosovu Poli vznikla průmyslová zóna. Západně od ní byly vybudovány tepelné elektrárny (např. Kosovo A a Kosovo B) a další továrny. Zatímco ještě v roce 1966 měla Priština jen několik zpevněných silnic a největším městem na území Kosova byl Prizren, ke konci 80. let dominovala Priština do počtu obyvatel na území celé autonomní oblasti Kosovo. Od roku 1975 začala z Prištiny vysílat televize, o tři roky později zde byla zřízena Akademie věd. Rychlý růst města kladl stále vyšší nároky na rozvoj infrastruktury, která byla financována z Fondu pro nerozvinuté republiky. Mezi symboly města, které byly v 80. letech zbudovány, patří např. budova národní knihovny nebo brutalistický Palác mládeže a sportu. Vznikly i také některé výškové budovy, mezi které patřilo sídlo Lublaňské banky nebo Elektrárenské společnosti Kosova. Výšková budova centrální banky zaujímala místo v historickém centru metropole, na místě původního tureckého bazaru. Uprostřed města byl zbudován Grand Hotel, vznikly i některé moderní obchodní domy, např. Gërmia/Grmija v centru města.
Ekonomický boom Prištiny provázel i úspěšný kulturní rozvoj, byť skromný ve srovnání se zbytkem tehdejší Jugoslávie. Obojí nicméně přerušily nepokoje v roce 1981 a následná hospodářská krize v 80. letech. Během Protibyrokratické revoluce bylo místem řady demonstrací, kdy místní obyvatelstvo protestovalo proti změnám vynuceným ve vedení Svazu komunistů Kosova.
Situace pokračovala i v 90. letech, kdy byla fakticky omezena kosovská autonomie. Zastaveny byly četné investiční projekty, které se snažily metropoli ekonomicky slabého Kosova posunout na roveň ostatních republik. Jugoslávie. Uplatněna byla naopak přímá správa srbských úřadů. Ty v duchu obrody pravoslavné identity Srbů v 90. letech nechaly zbudovat pravoslavný chrám, který však nikdy nebyl dokončen. Chrám měl vzniknout v rámci zamýšleného kampusu vysokých škol, byl jedinou větší investicí ve městě ve své době.[zdroj?] V letech 1997–1999, během postupné eskalace kosovské války bylo město nicméně do značné míry ušetřeno ničení infrastruktury a domů, nicméně v Prištině i v jejím okolí docházelo k násilnostem mezi jednotlivými etnickými skupinami ve velké míře.
V roce 1997 proběhly v Prištině rozsáhlé demonstrace studentů. Jedné z nich se zúčastnilo 80 000 lidí a nakonec se zvrhly v násilnosti, zasahovat musela rovněž i policie.
Během Bombardování Jugoslávie v roce 1999 bylo v Prištině zasaženo několik strategických objektů, mezi které patřilo např. Letiště Slatina (které nicméně utrpělo jako převážně podzemní základna jen malé škody), dále místní kasárna, policejní stanice, budova pošty a další. Po skončení konfliktu Prištinu opustila většina místních Srbů, cca 45 000. Během války nicméně město opustila i nemalá část kosovskoalbánského obyvatelstva, nemálo z nich bylo vyhnáno přímo jugoslávskou policií, shromážděno na stanici a odvezeno k makedonské hranici. Původní Albánci se začali vracet po příchodu mezinárodních jednotek. Po roce 1999 byla Priština centrem správy Mise OSN.

## 21. století
Po osamostatnění a vyhlášení Republiky Kosovo, ke kterému došlo 17. února 2008, se stala Priština hlavním městem. Od té doby zde sídlí úřady mezinárodních institucí a také ambasády těch zemí, které uznaly nezávislost Kosova. Díky tomu byla iniciována nemalá míra rozvoje města, která podnítila novou výstavbu, především na jižním okraji Prištiny. Vybudovány byly nové dálnice do Peće (na západ Kosova) a do Uroševace (na jih Kosova) a později Kačanickou soutěskou a dále do Skopje.
Otázkou se stala také obnova historického centra Prištiny. V roce 2018 bylo revitalizováno náměstí A. Jashariho v centru města. O několik let později prištinský magistrát souhlasil s obnovou zbytku dochovaného historického jádra (severní část středu města) a vydláždění místních ulic.. Rušná ulice Agima Ramadaniho, která rozděluje střed města na západní a východní část, by měla být převedena do 300 m dlouhého tunelu. Rozšířit by se tak měla klidová zóna (kterou dnes představuje třída Matky Terezy) dále na sever.